# Echinovadoma anceps
Echinovadoma anceps is een mosdiertjessoort uit de familie van de Echinovadomidae. De wetenschappelijke naam van de soort is voor het eerst geldig gepubliceerd in 2001 door Tilbrook, Hayward & Gordon.